# قصيدة رثائية

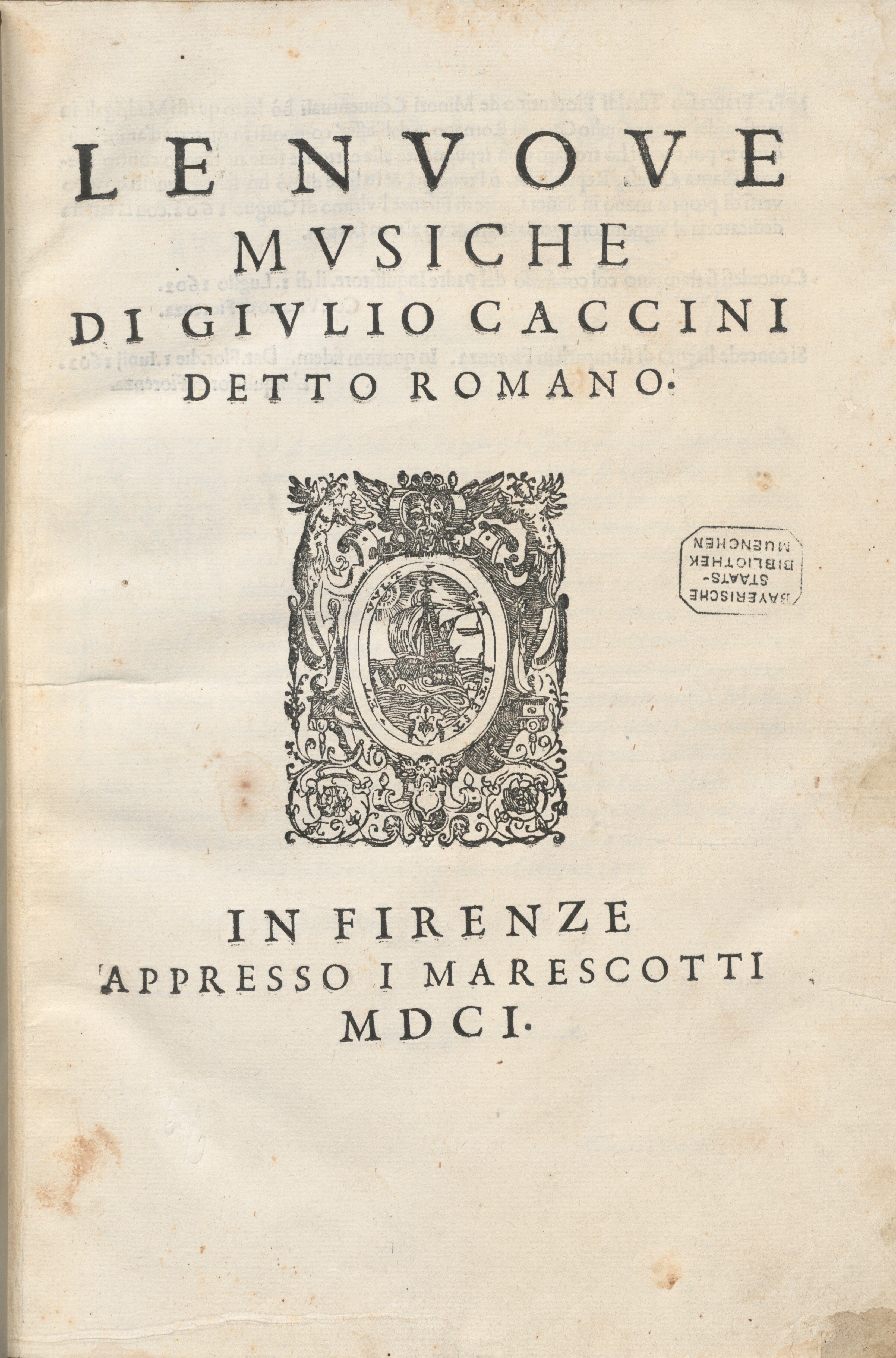

في الشعر، أصبح مصطلح المونودي مخصصًا للإشارة إلى القصيدة التي يرثى فيها وفاة شخص ما. (في سياق الأدب اليوناني القديم كانت المونودي قصيدة قد تشير ببساطة إلى الشعر الغنائي المغنى من قبل مؤد واحد بدلًا من جوقة).